# Kelly Miller (hockey sur glace, 1963)
Pour les articles homonymes, voir Kelly Miller et Miller.
Kelly D. Miller (né le 3 mars 1963 à Lansing, Michigan aux États-Unis) est un joueur et entraîneur américain de hockey sur glace.

## Carrière de joueur
Choix du 9e tour lors du repêchage de 1982, il réussit toutefois à faire sa marque dans la Ligue nationale de hockey. Il jouera un peu plus de 1000 parties en 15 saisons dans la ligue. Il n'évolua que pour 3 équipes professionnelles, les Rangers de New York qui l'avait sélectionné en 1982, les Capitals de Washington et finalement les Griffins de Grand Rapids de la Ligue internationale de hockey où il termina sa carrière en 2000
Il a aussi représenté son pays à divers championnats mondiaux, tant junior que sénior, mais n'a jamais réussi à y remporter une médaille. Après sa carrière de joueur, il fut entraîneur adjoint lors de deux saisons pour les Islanders de New York.

## Statistiques
Pour les significations des abréviations, voir Statistiques du hockey sur glace.

### En club
| Saison     | Équipe                     | Ligue      |      | Saison régulière | Saison régulière | Saison régulière | Saison régulière | Saison régulière |    | Séries éliminatoires | Séries éliminatoires | Séries éliminatoires | Séries éliminatoires | Séries éliminatoires |
| Saison     | Équipe                     | Ligue      | PJ   | B                | A                | Pts              | Pun              | PJ               | B  | A                    | Pts                  | Pun                  |                      |                      |
| 1979-1980  | Royals de Redford          | GLJHL      | 45   | 31               | 37               | 68               | 6                | -                | -  | -                    | -                    | -                    |                      |                      |
| 1980-1981  | Royals de Redford          | GLJHL      | 48   | 39               | 51               | 90               | 8                | -                | -  | -                    | -                    | -                    |                      |                      |
| 1981-1982  | Spartans de Michigan State | NCAA       | 38   | 11               | 18               | 29               | 17               | -                | -  | -                    | -                    | -                    |                      |                      |
| 1982-1983  | Spartans de Michigan State | NCAA       | 36   | 16               | 19               | 35               | 12               | -                | -  | -                    | -                    | -                    |                      |                      |
| 1983-1984  | Spartans de Michigan State | NCAA       | 46   | 28               | 21               | 49               | 12               | -                | -  | -                    | -                    | -                    |                      |                      |
| 1984-1985  | Spartans de Michigan State | NCAA       | 43   | 27               | 23               | 50               | 21               | -                | -  | -                    | -                    | -                    |                      |                      |
| 1984-1985  | Rangers de New York        | LNH        | 5    | 0                | 2                | 2                | 2                | 3                | 0  | 0                    | 0                    | 2                    |                      |                      |
| 1985-1986  | Rangers de New York        | LNH        | 74   | 13               | 20               | 33               | 52               | 16               | 3  | 4                    | 7                    | 4                    |                      |                      |
| 1986-1987  | Rangers de New York        | LNH        | 38   | 6                | 14               | 20               | 22               | -                | -  | -                    | -                    | -                    |                      |                      |
| 1986-1987  | Capitals de Washington     | LNH        | 30   | 10               | 12               | 22               | 26               | 7                | 2  | 2                    | 4                    | 0                    |                      |                      |
| 1987-1988  | Capitals de Washington     | LNH        | 80   | 9                | 23               | 32               | 35               | 14               | 4  | 4                    | 8                    | 10                   |                      |                      |
| 1988-1989  | Capitals de Washington     | LNH        | 78   | 19               | 21               | 40               | 45               | 6                | 1  | 0                    | 1                    | 2                    |                      |                      |
| 1989-1990  | Capitals de Washington     | LNH        | 80   | 18               | 22               | 40               | 49               | 15               | 3  | 5                    | 8                    | 23                   |                      |                      |
| 1990-1991  | Capitals de Washington     | LNH        | 80   | 24               | 26               | 50               | 29               | 11               | 4  | 2                    | 6                    | 6                    |                      |                      |
| 1991-1992  | Capitals de Washington     | LNH        | 78   | 14               | 38               | 52               | 49               | 7                | 1  | 2                    | 3                    | 4                    |                      |                      |
| 1992-1993  | Capitals de Washington     | LNH        | 84   | 18               | 27               | 45               | 32               | 6                | 0  | 3                    | 3                    | 2                    |                      |                      |
| 1993-1994  | Capitals de Washington     | LNH        | 84   | 14               | 25               | 39               | 32               | 11               | 2  | 7                    | 9                    | 0                    |                      |                      |
| 1994-1995  | Capitals de Washington     | LNH        | 48   | 10               | 13               | 23               | 6                | 7                | 0  | 3                    | 3                    | 4                    |                      |                      |
| 1995-1996  | Capitals de Washington     | LNH        | 74   | 7                | 13               | 20               | 30               | 6                | 0  | 1                    | 1                    | 4                    |                      |                      |
| 1996-1997  | Capitals de Washington     | LNH        | 77   | 10               | 14               | 24               | 33               | -                | -  | -                    | -                    | -                    |                      |                      |
| 1997-1998  | Capitals de Washington     | LNH        | 76   | 7                | 7                | 14               | 41               | 10               | 0  | 1                    | 1                    | 4                    |                      |                      |
| 1998-1999  | Capitals de Washington     | LNH        | 62   | 2                | 5                | 7                | 29               | -                | -  | -                    | -                    | -                    |                      |                      |
| 1999-2000  | Griffins de Grand Rapids   | LIH        | 26   | 4                | 4                | 8                | 8                | 7                | 0  | 1                    | 1                    | 2                    |                      |                      |
| Totaux LNH | Totaux LNH                 | Totaux LNH | 1048 | 181              | 282              | 463              | 512              | 119              | 20 | 34                   | 54                   | 65                   |                      |                      |

### En équipe nationale
| Année | Équipe     | Compétition                 |    | PJ | B | A | Pts | Pun         |  | Résultats |
| 1981  | États-Unis | Championnat du monde junior | 5  | 0  | 0 | 0 | 0   | 6e position |  |           |
| 1982  | États-Unis | Championnat du monde junior | 7  | 2  | 4 | 6 | 0   | 6e position |  |           |
| 1983  | États-Unis | Championnat du monde junior | 7  | 0  | 1 | 1 | 0   | 5e position |  |           |
| 1985  | États-Unis | Championnat du monde        | 10 | 2  | 3 | 5 | 2   | 4e position |  |           |
| 1987  | États-Unis | Coupe Canada                | 5  | 0  | 0 | 0 | 0   | 5e position |  |           |
| 1989  | États-Unis | Championnat du monde        | 9  | 2  | 4 | 6 | 2   | 6e position |  |           |
| 1999  | États-Unis | Championnat du monde        | 6  | 0  | 1 | 1 | 2   |             |  |           |

## Trophées et honneurs personnels
- Central Collegiate Hockey Association
  - 1985 : nommé dans la 1re équipe d'étoiles
- National Collegiate Athletic Association
  - 1985 : nommé dans la 1re équipe d'étoiles américaine de l'Ouest

## Transactions en carrière
- 1er janvier 1987 : échangé aux Capitals de Washington par les Rangers de New York avec Bob Crawford et Mike Ridley en retour de Bob Carpenter et d'un choix de 2e ronde (Jason Prosofsky) lors du repêchage d'entrée dans la LNH en 1989.

## Parenté dans le sport
- Frère des joueurs Kevin et Kip Miller.